# Cape Girardeau (Missouri)
Cape Girardeau (französisch Cap-Girardeau) ist die größte Stadt (mit dem Status „City“) im Cape Girardeau County im Südosten des US-amerikanischen Bundesstaates Missouri. Ein kleiner Teil der südlichen Stadtviertel reicht bis in das Scott County. Im Jahr 2020 hatte die Stadt 39.540 Einwohner.

## Geographie
Cape Girardeau liegt am Westufer des Mississippi, der die Grenze zu Illinois bildet. Die Stadt liegt auf 37°18′33″ nördlicher Breite und 93°32′47″ westlicher Länge und erstreckt sich über 63 km2.
Am südlichen Stadtrand von Cape Girardeau fließt in östlicher Richtung der Headwater Diversion Channel, ein künstlich angelegter Flutkanal, der neben dem Castor River eine Reihe weitere Flüsse aufnimmt und in den Mississippi mündet.
Cape Girardeau liegt gegenüber von East Cape Girardeau in Illinois, 158 km südöstlich von St. Louis, 53 km südwestlich von Carbondale, 86 km nordwestlich von Paducah, und 87 km südwestlich von Marion.

## Verkehr

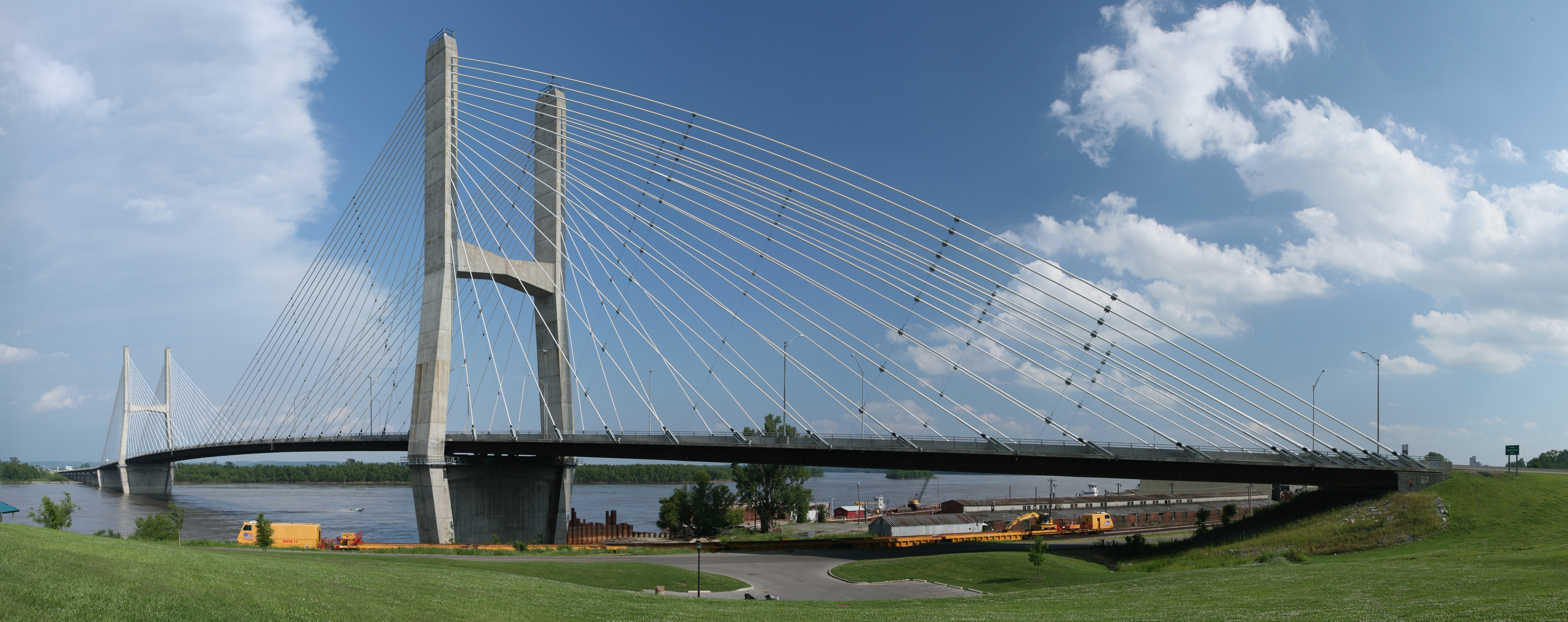
Bill Emerson Memorial Bridge

Die Bill Emerson Memorial Bridge verbindet die Stadt Cape Girardeau mit East Cape Girardeau in Illinois. Am westlichen Stadtrand verläuft parallel zum Mississippi die Interstate 55, die die kürzeste Verbindung von St. Louis nach Memphis bildet. Durch das Stadtzentrum verläuft parallel dazu der U.S. Highway 61. In Cape Girardeau treffen außerdem die Missouri State Routes 34, 74 und 177 zusammen.
Durch Cape Girardeau Township verläuft eine Eisenbahnlinie der BNSF Railway, die entlang des gesamten Laufs des Mississippi führt.
Am südlichen Stadtrand von Cape Girardeau im Scott County befindet sich der Cape Girardeau Regional Airport.

## Bauwerke
Der KFVS-Sendemast ist ein abgespannter Sendemast, der zum Zeitpunkt seiner Fertigstellung das höchste Bauwerk der Welt war. Er ist heute noch das siebthöchste Bauwerk (Stand März 2009).

## Demografische Daten
Nach der Volkszählung im Jahr 2010 lebten im Cape Girardeau County 37.941 Menschen in 14.960 Haushalten. Die Bevölkerungsdichte betrug 603,2 Einwohner pro Quadratkilometer. In den 14.960 Haushalten lebten statistisch je 2,28 Personen.
Ethnisch betrachtet setzte sich die Bevölkerung zusammen aus 81,1 Prozent Weißen, 12,8 Prozent Afroamerikanern, 0,2 Prozent amerikanischen Ureinwohnern, 1,9 Prozent Asiaten sowie aus anderen ethnischen Gruppen; 2,4 Prozent stammten von zwei oder mehr Ethnien ab. Unabhängig von der ethnischen Zugehörigkeit waren 2,8 Prozent der Bevölkerung spanischer oder lateinamerikanischer Abstammung.
19,3 Prozent der Bevölkerung waren unter 18 Jahre alt, 66,0 Prozent waren zwischen 18 und 64 und 14,7 Prozent waren 65 Jahre oder älter. 52,6 Prozent der Bevölkerung war weiblich.
Das jährliche Durchschnittseinkommen eines Haushalts lag bei 39.284 USD. Das Pro-Kopf-Einkommen betrug 21.680 USD. 19,8 Prozent der Einwohner lebten unterhalb der Armutsgrenze.

## Söhne und Töchter der Stadt
- Dale Dye (* 1944), Unternehmer, Schauspieler und Autor
- Linda Maxine Godwin (* 1952), Astronautin
- Chic Hecht (1928–2006), Politiker
- Rush Limbaugh (1951–2021), Radiomoderator und Politaktivist
- Hali Long (* 1995), philippinische Fußballspielerin
- Tony Spinner (* 1963), Gitarrist und Sänger
- William S. Stone (1910–1968), General der United States Army
- Billy Swan (* 1942), Country-Sänger und Songwriter